# Podborze (gmina)
Gmina Podborze (lit. Pabarės seniūnija) – gmina w rejonie solecznickim okręgu wileńskiego na Litwie.
W gminie 85% ludności stanowią Polacy, 13% Litwini, a 2% Rosjanie.

## Miejscowości
Miejscowości w gminie Podborze: Bołondzie, Bujwidy (gmina Podborze), Cieciorka (Litwa), Dźwiniszki, Giełuńce, Hancewicze (Litwa), Honskiewicze, Hormany, Huta Wisińczańska, Jacewicze (Litwa), Karmaniszki, Kiboły, Kiewlaki, Kubańce, Kudły, Kukawka, Misztuny, Miżany, Monkiewicze, Niewojniańce, Nowokuńce, Podborze (Litwa), Popiszki (gmina Podborze), Powary, Półstoki, Tetiańce, Wisińcza, Wojsiaty, Zygmunciszki.